# 1624 V
1624 V er en dansk kortfilm fra 2006 instrueret af Ada Bligaard Søby efter manuskript af hende selv, Thomas Porskjær og Valeria Richter.
Titlen hentyder til postnummeret og -distriktet 1624 København V, der dækker over Brorsonsgade på Vesterbro i København.

## Handling
Nogle få autentiske øjeblikke, en scene, en almindelig morgen, et sted i København. Hverdagens små glimt står klarest når vi er alene: I et mix af kærlighed, kunst & køkkenvask får Frej at mærke at humor ikke er Magnus' styrke.

## Medvirkende
- Laura Bro - Frej
- Johannes Lilleøre - Magnus
- Victoria Agami - Jasmine